# Neoseiulus paspalivorus
Neoseiulus paspalivorus är en spindeldjursart som först beskrevs av De Leon 1957.  Neoseiulus paspalivorus ingår i släktet Neoseiulus och familjen Phytoseiidae. Inga underarter finns listade i Catalogue of Life.